# Párizs 15. kerülete
Párizs 15. kerülete (XVe arrondissement) Franciaország fővárosának 20 kerületének egyike. A beszélt francia nyelven ezt quinzième-nek (tizenötödik-nek) vagy Vaugirard-nek nevezik.
A kerület a Szajna bal partján fekszik. A Montparnasse negyedet a 6. és 14. kerületekkel megosztva a város legnépesebb kerülete. A Tour Montparnasse – Párizs legmagasabb felhőkarcolója – és a szomszédos Gare Montparnasse is a 15. kerületben található, a 14. kerület határán. Itt található továbbá a Porte de Versailles-i Párizs expo kongresszusi központ és a Front de Seine (vagy Beaugrenelle) magasházas negyede is. A 180 méter magas Tour Triangle 2026-ban egy 120 szobás szállodának és 70 000 négyzetméternyi irodaterületnek ad majd otthont.

## Népesség
| Lakosok száma | 238 914 | 235 469 | 233 392 | 232 144 | 230 981 | 229 472 | 227 746 | 228 754 |
|               | 2009    | 2016    | 2017    | 2018    | 2019    | 2020    | 2021    | 2022    |

## Közlekedés

### Metró

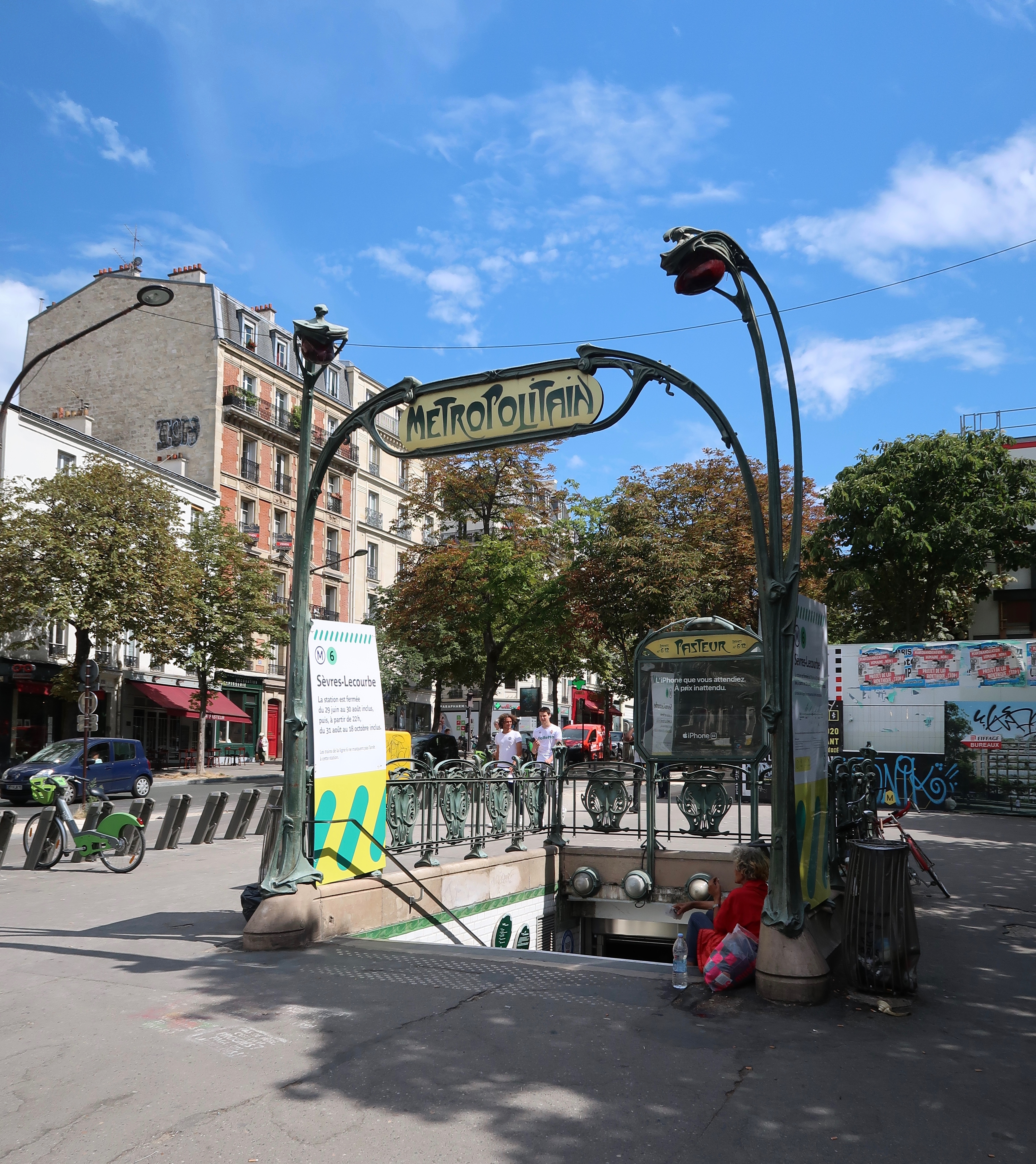
Édicule Guimard, Pasteur metróállomás

- : Montparnasse - Bienvenüe
- : Montparnasse - Bienvenüe, Pasteur, Sèvres - Lecourbe, Cambronne, La Motte-Picquet - Grenelle, Dupleix és Bir-Hakeim ;
- : La Motte-Picquet - Grenelle, Commerce, Félix Faure, Boucicaut, Lourmel és Balard ;
- : Duroc, Ségur, La Motte-Picquet - Grenelle, Avenue Émile-Zola, Charles Michels és Javel - André Citroën ;
- : Montparnasse - Bienvenüe, Falguière, Pasteur, Volontaires, Vaugirard, Convention és Porte de Versailles ;
- : Montparnasse - Bienvenüe és Duroc.